# Michał Reichert
Michał Reichert (ur. 7 października 1953 w Lublinie) – polski lekarz weterynarii, profesor doktor habilitowany nauk weterynaryjnych, specjalność anatomia patologiczna, wirusologia. Absolwent III L.O. w Lublinie im. Unii Lubelskiej oraz Wydziału Medycyny Weterynaryjnej AR w Lublinie. Kierownik Zakładu Anatomii Patologicznej i Zakładu Chorób Ryb Państwowego Instytutu Weterynaryjnego w Puławach.
Odznaczony Brązowym Krzyżem Zasługi (2015).